# Hội chứng Havana
Hội chứng Havana bao gồm những triệu chứng mất ngủ, chóng mặt, mờ mắt, rối loạn nhận thức, khó tập trung, mất trí nhớ xảy ra khi con người bị nhiễm độc phosphorus hữu cơ.

## Nguyên nhân gây bệnh
Con người bị nhiễm độc phosphorus hữu cơ. Phosphorus hữu cơ có ở thuốc diệt muỗi, thuốc trừ sâu... được sử dụng rộng rãi trong nông nghiệp, y tế. Đây là những hóa chất có gốc carbon liên kết với các gốc phosphate.

## Cơ chế gây bệnh
Tiếp hợp thần kinh cơ (neuromuscular synapse) là nơi tiếp xúc giữa mút trụ giác của tế bào thần kinh với bản vận động của sợi cơ. Tại đây, acetylcholine chế tiết từ các tế bào thần kinh chạy vào khe synap, được liên kết với các thụ thể acetylcholine trên màng hậu synap, giúp chuyển tín hiệu đến các bó sợi actin-myosin dẫn đến làm cơ co.
Khi sự truyền tín hiệu thần kinh kết thúc, các phân tử acetylcholine sẽ bị các enzyme acetylcholine esterase thủy phân thành axit acetic và choline. Các choline này sẽ được các tế bào thần kinh trước synapse tái sử dụng để kết hợp với các phân tử acetyl-CoA tạo thành các acetylcholine mới thông qua các hoạt động của enzyme choline acetyl transferase.
Khi phospho hữu cơ xâm nhập vào cơ thể, nó sẽ gắn rất chặt khó hồi phục (irreversible) với các enzyme acetylcholin esterase và làm bất hoạt enzyme này, do đó acetylcholin không bị phân hủy được và tích tụ lại rất nhiều, tạo ra kích thích liên tục các thụ thể (receptor) hậu synapse, gây lên hội chứng cường cholinergic.

## Triệu chứng
Tình trạng cường cholinergic sẽ khiến các bắp cơ bị kích thích gây co liên tục, mất kiểm soát là triệu chứng chính của ngộ độc phospho hữu cơ. Ban đầu co thắt dữ dội, tiếp theo là sự kéo dài làm phong tỏa thần kinh cơ, cuối cùng dẫn đến liệt mềm toàn bộ cơ bắp trong cơ thể, đặc biệt là liệt cơ hoành.